# Aloe pearsonii
Aloe pearsonii är en grästrädsväxtart som beskrevs av Selmar Schönland. Aloe pearsonii ingår i släktet Aloe och familjen grästrädsväxter. Inga underarter finns listade i Catalogue of Life.

## Bildgalleri

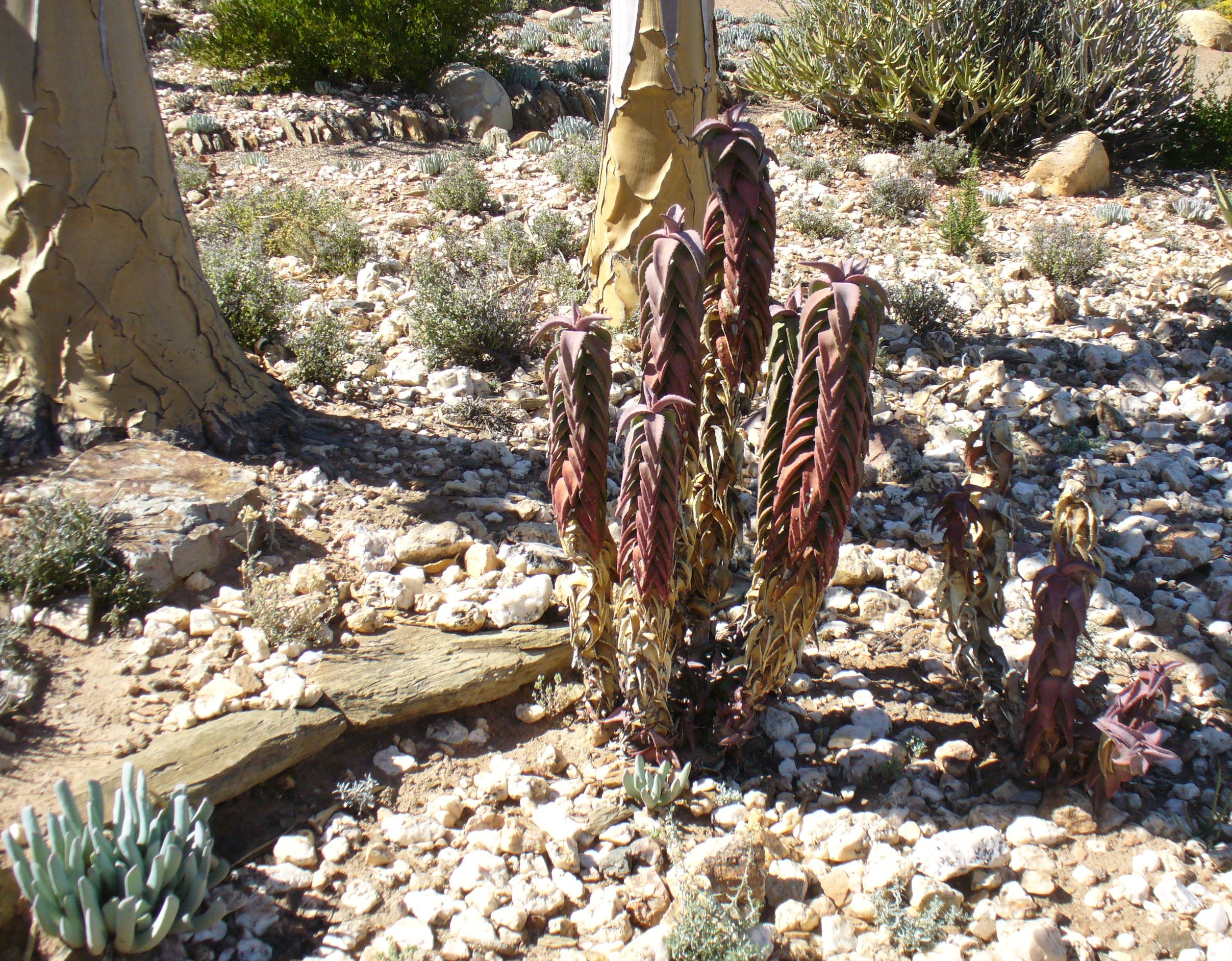
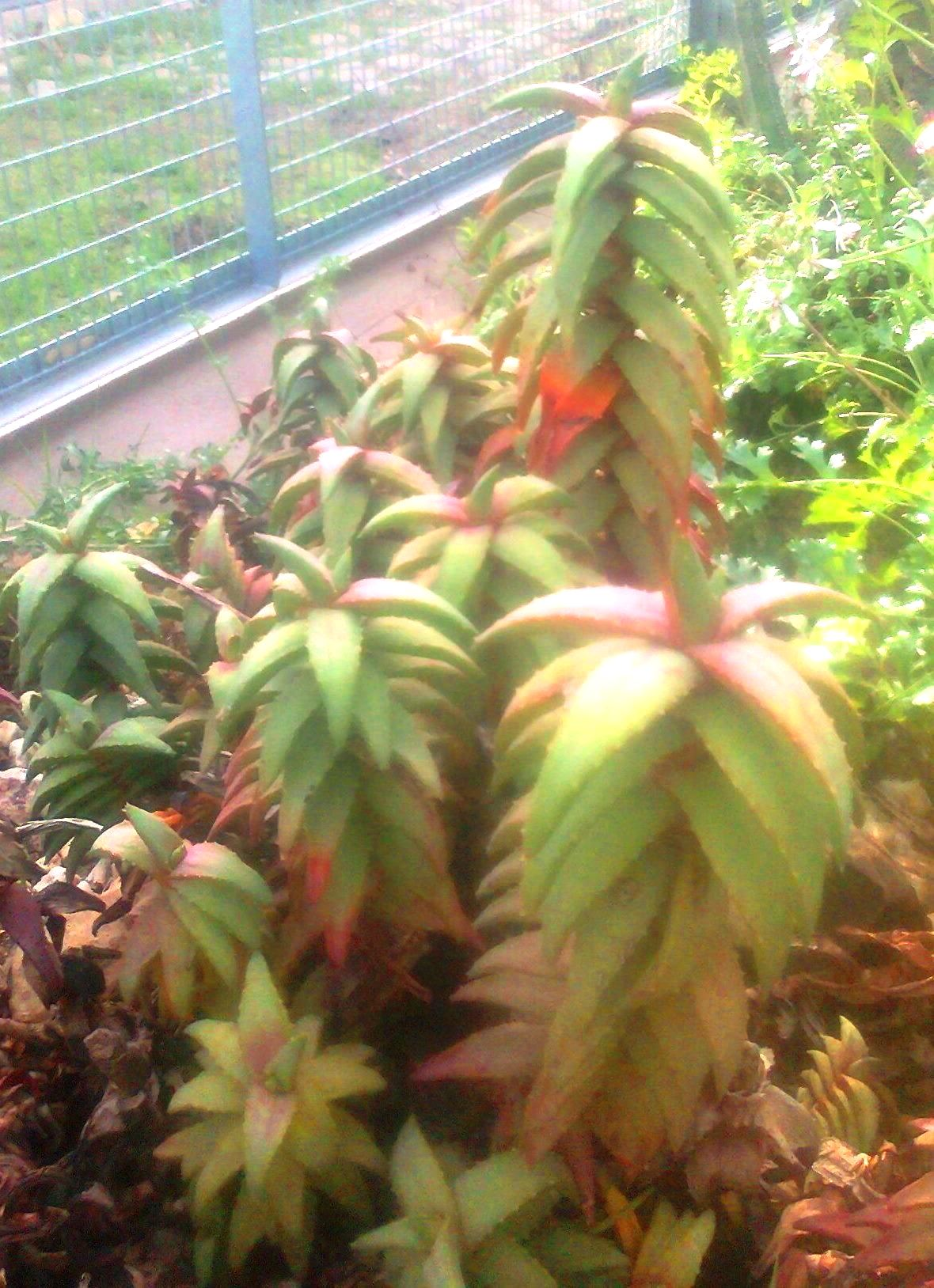
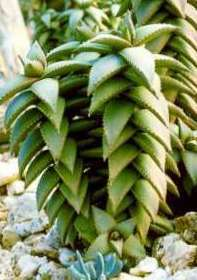
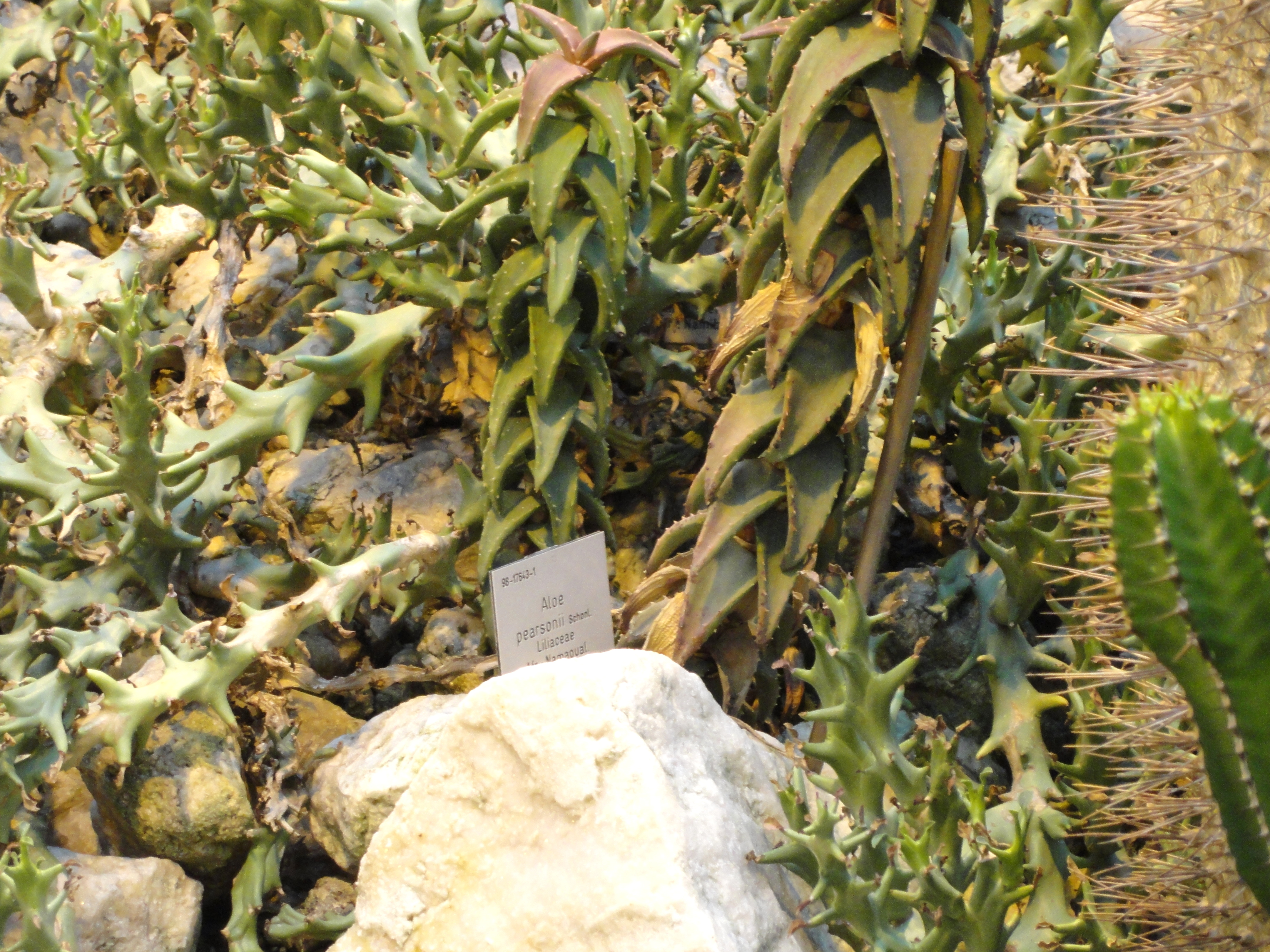
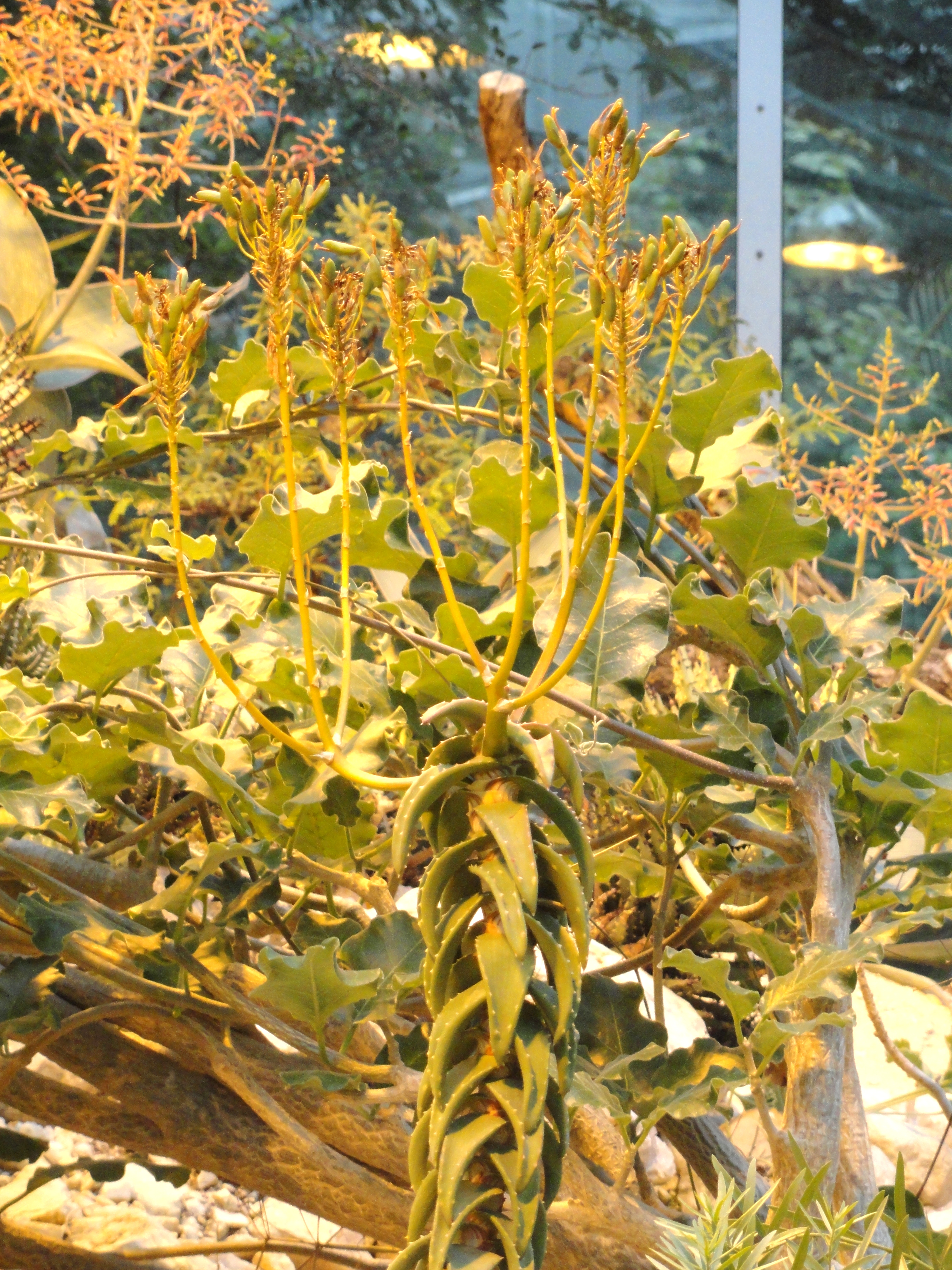